# Ruine Neu-Falkenstein (Balsthal)
Die Ruine Neu-Falkenstein ist eine der ehemaligen Burgen auf dem Gemeindegebiet von Balsthal im Kanton Solothurn. Sie steht auf dem östlichen Bergrücken nördlich von St. Wolfgang an der Klus nach Mümliswil. Weitere Burgen in der Region sind  Burg Alt-Falkenstein, Alt-Bechburg und Neu-Bechburg.

## Anlage
Die Ruine der Höhenburganlage auf 595 m ü. M. gliedert sich in zwei Kernbereiche, eine Zwingeranlage sowie Annäherungshindernisse. Der westliche Kernbereich wird von einem runden Hauptturm, vermutlich ein Bergfried dominiert. Die ältesten Teile der Anlage, die Fundamente eines trapezförmigen Wohntraktes, liegen im östlichen Teil. Weiter fanden sich Reste einer Kapelle und mehrerer Ökonomie- und Wohnbauten. Im Vorgelände liegen Gartenterrassen und Spuren einer Geschützbastion aus neuerer Zeit.
Bei Ausgrabungen wurden mindestens vier Bauetappen nachgewiesen, wobei bei der Vorburg keine Datierung möglich war. Die drei andern Bauetappen wurden auf das 11. und 12. Jahrhundert, das Ende des 13. Jahrhunderts und um 1640 bestimmt.  Neben der Burg der ersten Bauetappe wurde eine zweite in sich geschlossene Burg erbaut. Die beiden Burgen wurden nachträglich zusammengebaut. Zu einem unbestimmten Zeitpunkt wurde der Zugang mit einem Vorhof, einem Torhaus und einem Zwinger erweitert.

## Geschichte

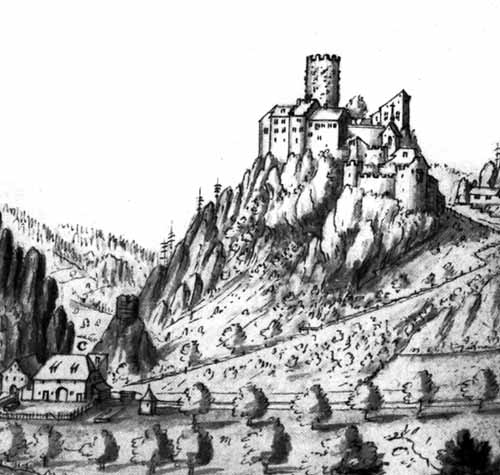
Darstellung von Neu-Falkenstein

Trotz ihres Namens wird vermutet, dass die Burg älter ist, als die auf der anderen Talseite liegende Burg Alt-Falkenstein. Die Burg wurde wohl im frühen 12. Jahrhundert von einer lokalen Adelsfamilie als Zentrum ihrer Herrschaft erbaut. Genaue archäologische Hinweise oder historische Quellen dazu fehlen allerdings. In einer Urkunde, deren Echtheit jedoch angezweifelt wird, werden 1145 die Brüder Welf und Ulrich von Falkenstein erwähnt; ob sie zur Gründerfamilie gehörten, kann daher nicht mit Sicherheit angenommen werden.
Gegen Ende des 12. Jahrhunderts werden die Freiherren von Bechburg als bischöflich-baslerische Lehensträger von Neu-Falkenstein genannt, sie verschmolzen die Anlage jedoch nie mit ihren Eigengütern. Die Bechberger hatten ihre Burgen ebenfalls im Umland von Balsthal und beherrschten damit den südlichen Zugang zum Oberen Hauenstein.
Im frühen 13. Jahrhundert liess sich ein Zweig der Bechburger in Falkenstein nieder und nannte sich fortan Grafen von Falkenstein. In dieser Zeit wurde die Burg umgestaltet, indem ihr ein grosser wehrhafter Palas im Ostwerk angefügt und ein neuer, runder Bergfried errichtet wurde.
Erster nachgewiesener Besitzer Neu-Falkensteins war im zweiten Viertel des 13. Jahrhunderts Rudolf von Falkenstein, ein Sohn Rudolfs von Bechburg. Er wurde von den Grafen von Frohburg, die neben dem Bischof von Basel ab 1374 die Lehenshoheit über Falkenstein hatten, mit der Landschaft Buchsgau belehnt. Um 1250 errichtete er die Burg Alt-Falkenstein und die befestigte Vorburg am Fuss des Burgfelsens.
Vor 1300 wechselte die Burg vom Falkensteiner Familienzweig an die Stammlinie der Bechburger zurück. Bis 1305 gehörte Neu-Falkenstein teilweise auch Rudolf III. von Wart, der mit den Bechburgern verwandt war. Rudolf von Wart war 1308 an der Ermordung von König Albrecht I. beteiligt und fand zeitweise auf Neu-Falkenstein Unterschlupf. Er verkaufte seine Anteile an der Burg 1309 aber an seine Cousins Heinrich und Markwart von Bechburg, ehe er gefangen genommen und gerädert wurde.
1356 wurde die Burg beim Erdbeben von Basel arg in Mitleidenschaft gezogen, was langwierige Instandstellungsarbeiten zur Folge hatte. Diese kamen fast einem Neubau nahe, was zum irreführenden Neu-Falkenstein führte. Auch aufwändige Reparaturen nach den Zerstörungen im Safrankrieg mochten dazu beigetragen haben.

### Der Safrankrieg

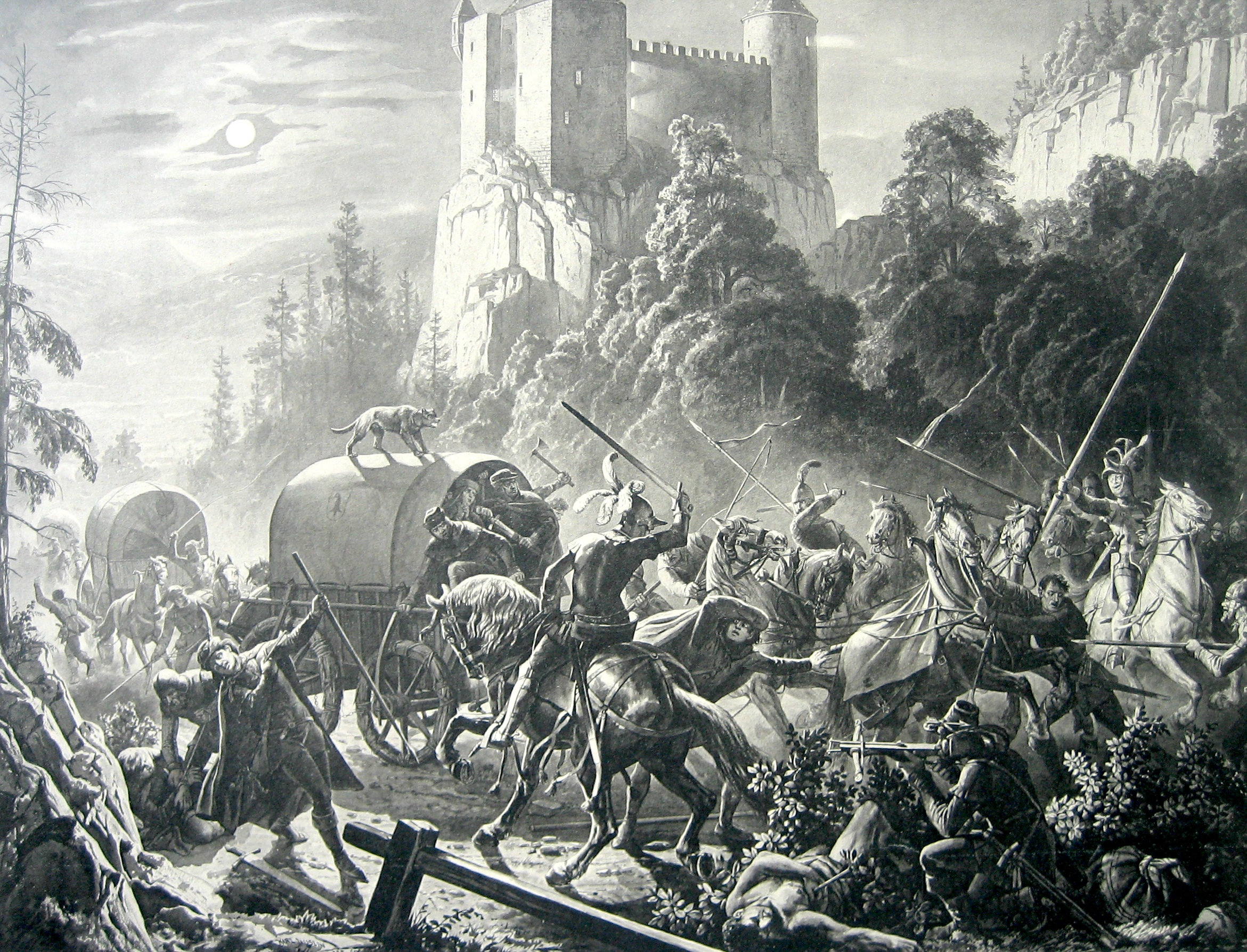
Überfall bei Falkenstein. Darstellung des Historienmalers Karl Jauslin

Der Basler Bischof Johann von Vienne (im Amt 1365–1381) hatte in einer kriegerischen Auseinandersetzung die Hilfe Henmanns von Bechburg in Anspruch genommen, ihn jedoch dafür nie entschädigt. Da seine Forderungen nicht berücksichtigt wurden, überfiel dieser 1374 bei St. Wolfgang einen Transport von Basler Kaufleuten und erbeutete unter anderem eine beachtliche Menge kostbaren Safrans. Dieser Landfriedensbruch führte zu einer 14-wöchigen Belagerung durch Truppen aus Bern, 100 Schützen mit einer Wurfmaschine aus Basel, Landgraf Rudolf IV. von Neuenburg-Nidau, Graf Hartmann III. von Neu-Kyburg und Graf Sigmund II. von Thierstein-Farnsburg. Die Burg wurde nach hartnäckiger Verteidigung eingenommen und teilweise zerstört.
Die Adligen bezahlten eine hohe Entschädigungssumme, die sechzehn Söldner, welche die Burg verteidigt hatten, wurden im Burghof enthauptet. Die Kaufleute bekamen ihren Safran nicht vollständig zurück: Ein Teil davon wurde zur Begleichung der Kriegskosten unter den Siegern verteilt.
Henmann, der letzte Bechburger, wurde zwar nach seinem Friedensschluss mit Basel für seine früheren Ansprüche mit 5800 Gulden entschädigt und konnte damit die entstandenen Schäden beheben lassen. Dafür geriet er anderweitig in finanzielle Schwierigkeiten. 1380 verpfändete er die Burg an Rutschmann von Blauenstein und fand 1386 später in der Schlacht bei Sempach den Tod, worauf Neu-Falkenstein an von Blauenstein fiel.
Nach Henmanns Tod erhoben auch dessen Schwester Margarete von Heidegg sowie die Grafen von Thierstein, die Nachfolge der Frohburger angetreten hatten, Ansprüche auf die Herrschaft. 1402 verkaufte Hans von Blauenstein, der Neu-Falkenstein von seinem Vater geerbt hatte, seine Rechte an der Burg an die Stadt Solothurn. Die Stadt gelangte allerdings erst 1417 in den Besitz der Burg, nachdem sie Margarete von Heidegg eine Entschädigung von 500 Gulden gezahlt hatte. Die Thiersteiner verzichteten auf ihre Ansprüche. Oberster Lehnsherr über Neu-Falkenstein blieb noch bis 1669 der Bischof von Basel.
Bis 1798 war Neu-Falkenstein der Sitz des solothurnischen Landvogts der Herrschaft Falkenstein. Die Burg erfuhr dabei verschiedene Umgestaltungen, bis sie während der Helvetischen Revolution im Juli 1798 von der wütenden Landbevölkerung unter der Führung von Johann Brunner, dem Sohn des Rössliwirts, in Brand gesteckt wurde. Darauf wurde die Ruine ihrem Schicksal überlassen und zerfiel.
Im Jahr 1900 nahm sich die Dienstagsgesellschaft von Balsthal der Ruine an und begann mit deren Konservierung, wobei zuerst nur der Bergfried wiederhergestellt wurde. 1938 bis 1939 erfolgten auf der Ruine Freilegungsarbeiten, bei denen jedoch unsachgemäss vorgegangen wurde; zahlreiche Funde gingen verloren.

## Aussichtsturm
62 Stufen führen vom Rand des Turmes bis zur Aussichtsplattform in 15 Meter Höhe.
Von dieser blickt man über das Dorf Balsthal, den markanten Fels der Holzflue, sowie diverse Hügel und Täler des Juras.

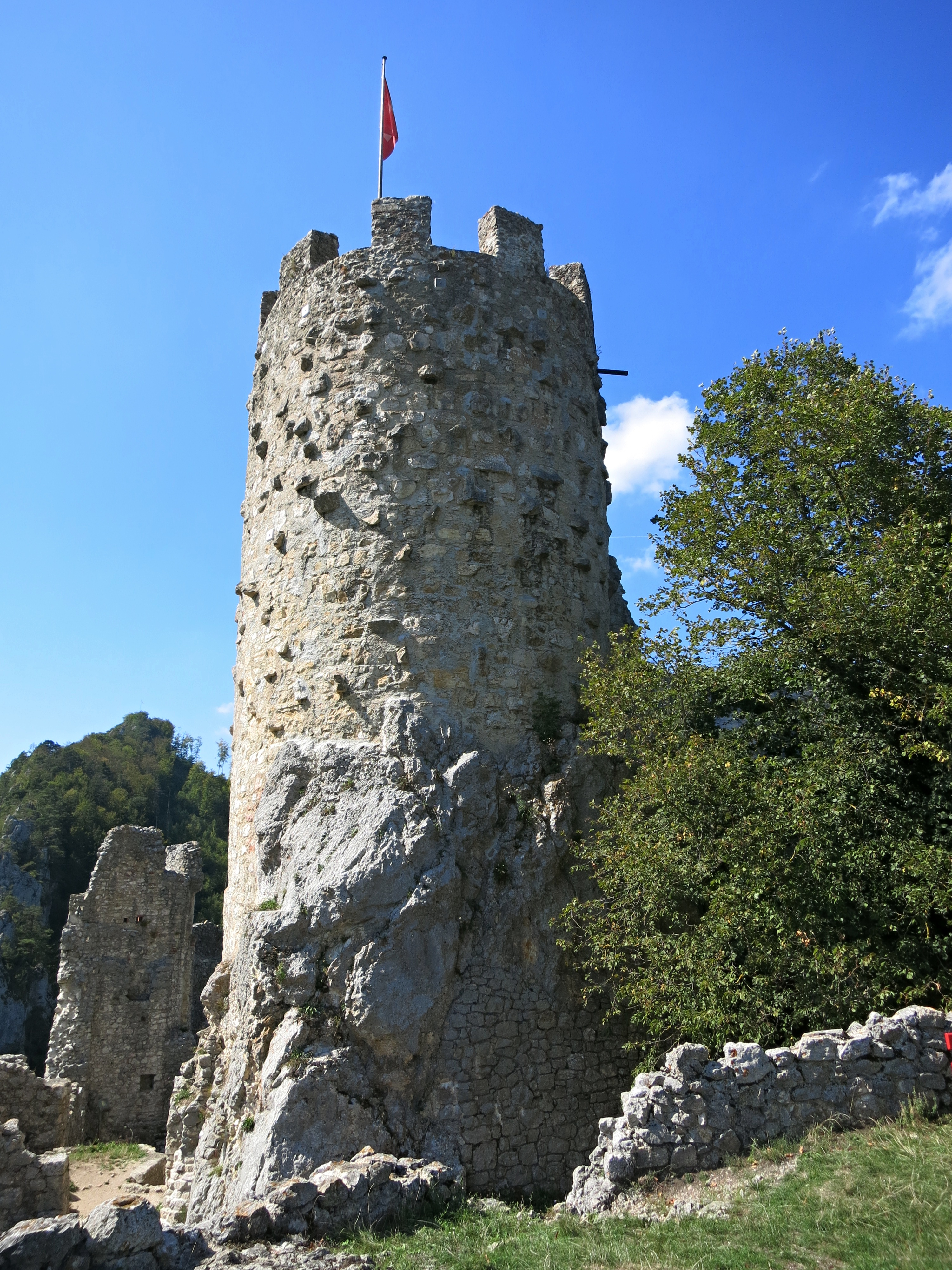
Ruine Neu-Falkenstein
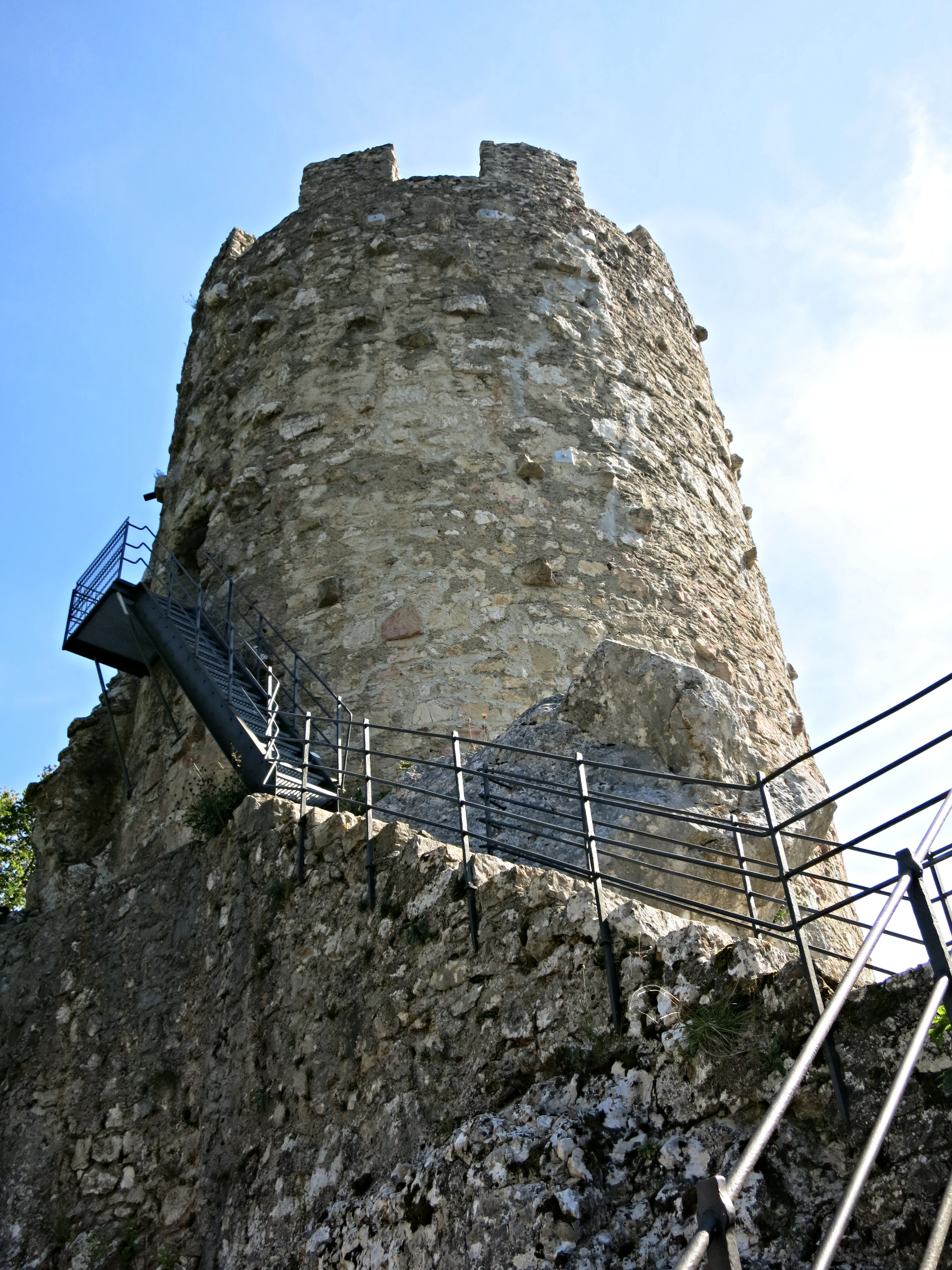
Äussere Treppe
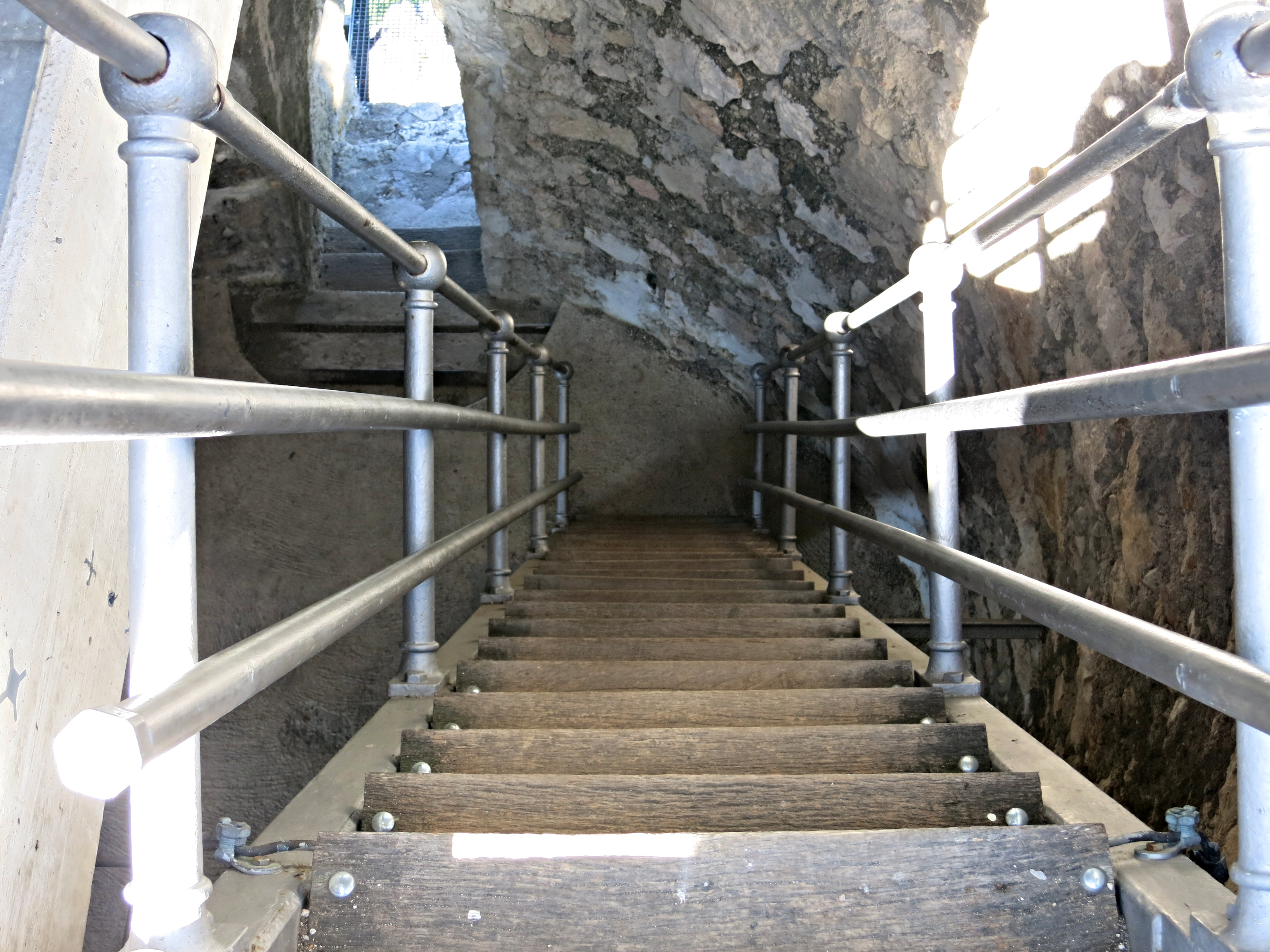
Innere Treppe
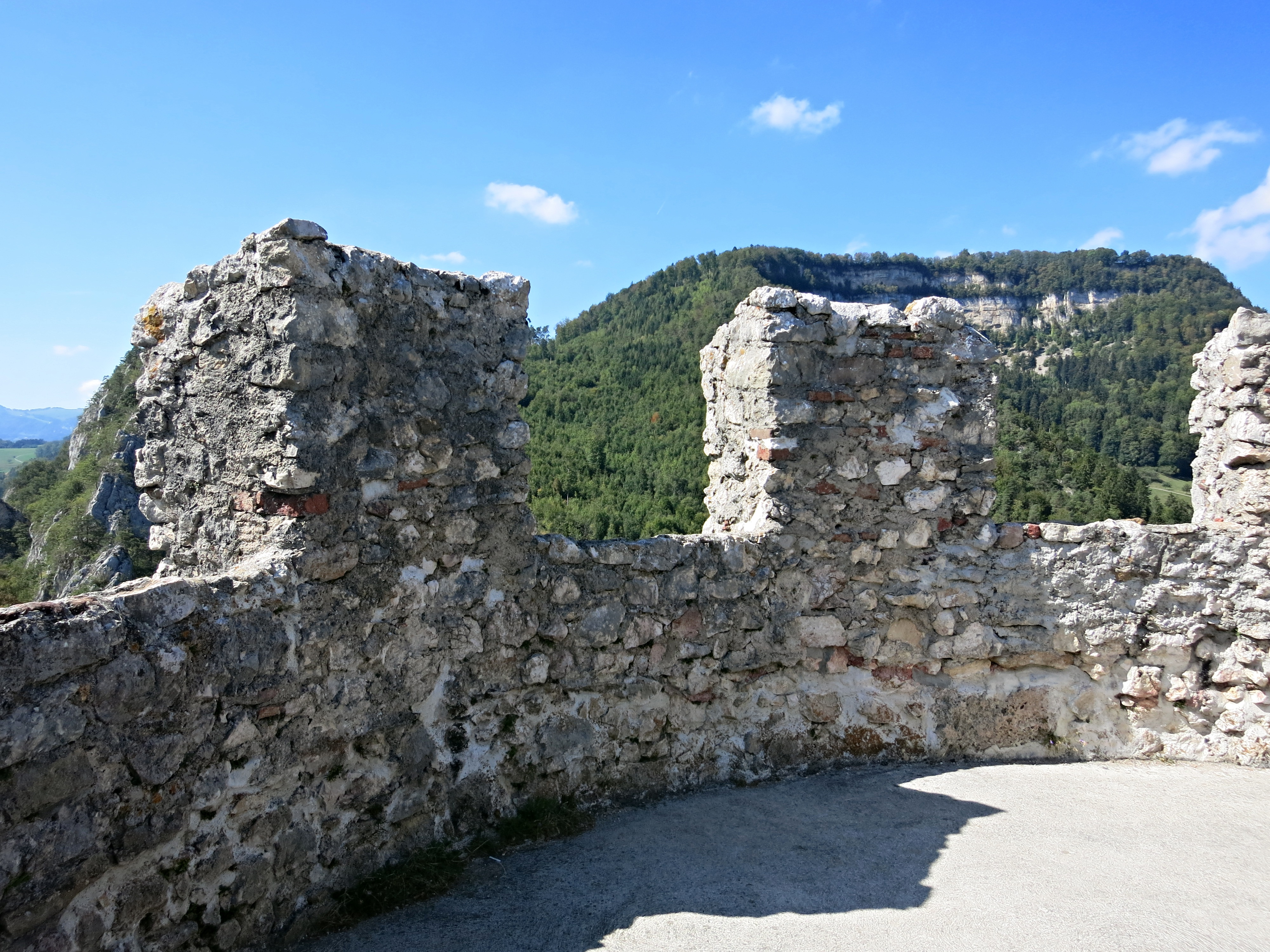
Aussichtsplattform